# HMS M15
«M15» (англ. HMS M15) — монітор однойменного типу, побудований у Першу світову війну.

## Конструкція
Призначений для обстрілів берегових цілей, як основне озброєння lM15'-отримав одну 9,2-дюймову гармату Mk X, яка зберігалася як запасна для крейсерів типів «Дрейк» і «Кресі». Крім того, на моніторі встановили 76,2-мм гармату, а також 57-міліметрову зенітку. Корабель мав паровий двигун потрійного розширення потужністю до 800 кінських сил, що забезпечував швидкість до 11 вузлів. Екіпаж складався з 69 офіцерів і матросів.

## Будівництво
«M15» було замовлено в березні 1915 року в рамках Воєнної надзвичайної програми з будівництва кораблів. Він був закладений на верфі Вільяма Грея в Хартлпулі в березні 1915 року, спущений на воду 28 квітня 1915 року та завершений у червні 1915 року.

## Перша світова війна
У липні 1915 року «M15» відбуксирували на Мальту, де монітор отримав основне озброєння. Потім він перейшов до Мудроса, а пізніше був залучений до оборони Суецького каналу.
Зокрема 15 серпня 1916 року разом з однотипним «M21» надавав підтримку у відбитті османських атак на Романі. Після бомбардування Гази в рамках Третьої битви при Газі, 11 листопада 1917 року, M15 та есмінець «Стонч» на стоянці були торпедовані німецьким підводним човном UC-38. 26 членів екіпажу «M15» загинули.